# Rhodesiella scutellata
Rhodesiella scutellata är en tvåvingeart som först beskrevs av Meijere 1908.  Rhodesiella scutellata ingår i släktet Rhodesiella och familjen fritflugor. Inga underarter finns listade i Catalogue of Life.